# Real Madrid C
Real Madrid C, fram till 1990 känd som Real Madrid Aficionados, är en spansk fotbollsklubb som för närvarande spelar i Tercera División grupp 7, den fjärde högsta ligan inom spansk fotboll. Det är Real Madrids andra reservlag, efter Real Madrid Castilla. De spelar sina hemmamatcher på Ciudad Deportivo de Valdebebas (La Ciudad del Real Madrid) i Parque de Valdebebas utanför Madrid. Arenan har en publikkapacitet på 3000 personer. Laget består till största del av ungdomsspelare från Real Madrid Juvenil.

## Information
- Tränare: Antonio Díaz Carlavilla
- Säsonger i Segunda División B: 4
- Säsonger i Tercera División: 23
- Debutsäsong i Segunda División B: 1993-94
- Bästa placering i ligan: 7:e (Segunda División B säsongen 1993-94)
- Sämsta placering i ligan: 14:e (Tercera División säsongen 2003-04)

## Meriter
- Tercera división (5): 1984-85, 1990-91, 1991-92, 1998-99, 2005-06
- Copa de la Liga de Tercera División (1): 1983
- Spanska amatörmästerskapet (8): 1959-60, 1961-62, 1962-63, 1963-64, 1964-65, 1965-66, 1966-67, 1969-70

## Spelare

### Nuvarande trupp
Uppdaterad den 24 juni 2009.
| Nr | Land    | Pos | Namn                 |
| -- | ------- | --- | -------------------- |
| 1  | Spanien | MV  | Tomás                |
| 13 | Spanien | MV  | Aitor                |
|    | Spanien | MV  | Jesús Coca           |
|    | Spanien | F   | Daniel García Ortega |
|    | Spanien | F   | Marcos Cerrudo       |
|    | Spanien | F   | Nacho                |
|    | Spanien | F   | Óscar Reyes          |
|    | Spanien | F   | Jesús Moyano         |
|    | Spanien | F   | Juanma               |
|    | Spanien | F   | José Arroyo          |
|    | Spanien | F   | Ángel Menéndez       |
|    | Spanien | F   | Iván Garrido         |

| Nr | Land     | Pos | Namn            |
| -- | -------- | --- | --------------- |
| 8  | Spanien  | MF  | Prosi           |
|    | Spanien  | MF  | José Cruz       |
|    | Portugal | MF  | Pedro Marques   |
|    | Spanien  | MF  | Julio Cidoncha  |
| 7  | Spanien  | MF  | Pedro Aldea     |
|    | Spanien  | MF  | Juan Carlos     |
|    | Spanien  | MF  | Víctor Merchán  |
|    | Spanien  | MF  | Carlos Martín   |
|    | Spanien  | A   | Manuel Salinas  |
|    | Spanien  | A   | Denis Tcherysev |
|    | Spanien  | A   | Pablo Carnero   |
|    | Spanien  | A   | Javi Rodríguez  |

### Kända spelare
Flera spelare har spelat i Real Madrid C innan de uppflyttats till Real Madrid B eller någon annan spansk professionell klubb. Exempel på kända spelare är den spanske landslagsmålvakten Iker Casillas (numera i A-laget), Mista (i Deportivo) och Jose Antonio Garcia Calvo (i Real Valladolid).